# T-ara's Best of Best 2009-2012 ~Korean ver.~
T-ara's Best of Best 2009-2012 ~Korean ver.~ è la prima compilation giapponese del gruppo musicale sudcoreano T-ara, pubblicata nel 2012 dall'etichetta discografica EMI Music Japan.

## Il disco
La compilation venne pubblicata il 10 ottobre 2012 per celebrare un anno dal debutto del gruppo in Giappone. Il disco contiene tutti i singoli, e i loro video musicali, da Absolute First Album a Funky Town, incluso il singolo digitale "We Are The One" per 2010 FIFA World Cup. L'Ultra-deluxe Edition fu pubblicata il 17 ottobre 2012, contenente, oltre al disco, un photobook di 72 pagine e un documentario di 120 minuti sul viaggio in Europa delle T-ara.

## Tracce
1. Bo Peep Bo Peep – 3:45 (Shinsadong Tiger, Choi Kyu-Sung)
2. Lies (コジンマル～嘘～) – 3:46 (testo: Ahn Young-min – musica: Cho Young-soo)
3. TTL (Time To Love) (feat. Supernova) – 3:38 (testo: Hwang Sung-jin, Rhymer, Joosuc – musica: Kim Do-hoon)
4. TTL Listen 2 (feat. Supernova) – 3:32 (testo: Rhymer, Sangchu – musica: Kim Do-hoon, Rhymer)
5. LOVE ME! ~I Go Crazy Because of You~ (LOVE ME! ～あなたのせいで狂いそう～) – 3:14 (testo: Wheesung – musica: Cho Young-soo, Kim Tae-hyun)
6. Yayaya – 3:26 (E-Tribe)
7. Why Are You Being Like This (ウェイロニ - どうしてそうなの) – 3:57 (testo: Lee Eun Jin (Yangpa) – musica: Kim Do Hoon, Lee Sang Ho)
8. Breaking Heart ~I'm Very Hurt~ (Breaking Heart ～私がとても痛くて～) – 3:14 (Shinsadong Tiger, Choi Kyu-sung)
9. We Are The One – 3:25 (testo: Ahn Young-min – musica: Cho Young Soo, Kim Tae-hyun)
10. Like the First Time (初めてのように) – 4:04 ("hitman" bang)
11. Roly-Poly – 3:34 (Shinsadong Tiger, Choi Kyu-sung)
12. Roly-Poly in Copacabana (Roly-Poly in コパカバーナ) – 3:29 (Shinsadong Tiger, Choi Kyu-sung)
13. Cry Cry – 3:18 (testo: Kim Tae Hyun, Cho Young Soo, Ahn Young Min – musica: Kim Tae Hyun, Cho Young Soo)
14. Lovey-Dovey – 3:35 (Shinsadong Tiger, Choi Gyu Sung)

## Formazione
- Boram – voce, rapper
- Qri – voce
- Soyeon – voce
- Eunjung – voce, rapper
- Hyomin – voce, rapper
- Jiyeon – voce
- Hwayoung – rapper